# Церква Святої Софії (Львів)
Церква Святої Софії — культова споруда у Львові, пам'ятка архітектури XVIII століття. Розташована на вул. Івана Франка, 121 а.

## Історія
Дерев'яний костел Святої Софії було споруджено у Львові в 1594 році на кошти львівської міщанки Зофії Ганель, що була власницею будинку на Ринку (тепер площа Ринок, 5). Костел збудували на землях Зофії Ганель, що тоді називалися Кошнарівкою, серед букового лісу над потоком Свинория.
У 1672 році під час облоги Львова дерев'яний костел спаллили турки. На місці спорудженого 1614 року невеликого барокового костелу коштом Зофії Ганель. у 1760–1765 роках збудували новий, мурований.
У 1876—1878 роках за проєктом архітектора Ігнатія Віняжа споруджено нові хори зі спіральними сходами, а також головний вівтар костелу. Вівтар втрачено.
З 1990-х років перебуває у використанні УГКЦ і має назву «Храм Святої Софії».
Костел дав назву прилеглій місцевості — Софіївка.

## Архітектура
Церква прямокутна в плані. Простір нави доповнюється гранчастою апсидою і невеликою квадратною прибудовою. Строгий фасад пом'якшують плавні лінії розвинутого барокового фронтону та статуї в нішах.